# Edition AZUR
Der Verlag edition AZUR (Eigenschreibweise) ist ein Independent-Verlag für Lyrik und Belletristik mit Sitz in Dresden, seit 2016 im Zentralwerk Dresden-Pieschen.

## Geschichte
Ursprünglich war edition AZUR ein Imprint des Jenaer Glaux Verlages, das von dem freien Lektor Helge Pfannenschmidt betreut wurde. Die Erweiterung dieser Sparte machte eine Herauslösung aus dem vorwiegend auf regionalgeschichtliche und wissenschaftliche Publikationen ausgerichteten Verlagsprogramm notwendig. 2009 wurde die edition AZUR ein eigenständiger Verlag. Seit 2005 erschienen etwa 30 Bände mit Lyrik, Kurzprosa und drei mit Aphorismen. Zu den Autoren gehören neben etablierten Autoren vor allem Debütanten, von denen allein sieben Bände stammen.
Der kommerziell erfolgreichste Titel war die Anthologie Neue Deutsche Aphorismen (2010, 2. Auflage 2013 herausgegeben von Alexander Eilers und Tobias Grüterich), während die größte mediale Aufmerksamkeit Die endlose Ausdehnung von Zelluloid. 100 Jahre Film und Kino im Gedicht (2009 herausgegeben von Andreas Kramer und Jan Volker Röhnert) erhielt. Laut Verlag gelten beide als Standardwerke auf ihrem Gebiet.

## Autoren
- Kerstin Becker
- Elazar Benyoëtz
- Michael Bittner
- Dominik Dombrowski
- Dietmar Ebert
- Christopher Edgar
- Clara Ehrenwerth
- Christophe Fricker
- Eckehard Fuchs
- Tobias Grüterich
- Thomas Hauschild
- Nancy Hünger
- Mathias Jeschke
- Bärbel Klässner
- Ulrich Koch
- Sascha Kokot
- Gisela Kraft
- Thomas Kunst
- Sudabeh Mohafez
- Peter Neumann
- Jan Volker Röhnert
- Julia Schoch
- Tom Schulz
- Klaus Johannes Thies
- Katja Thomas
- Stephan Turowski

## Rezensionen
- Rezension zu Kerstin Becker/Edition. Abgerufen am 27. März 2016.
- Rezension zu Sudabeh Mohafez/Edition. Abgerufen am 27. März 2016.
- Rezension zu Dominik Dombrowski/Edition. Abgerufen am 30. März 2016.
- Rezension zu Nancy Hünger/Edition. Abgerufen am 1. Juli 2014.
- Rezension zu Thomas Kunst/Edition. Abgerufen am 1. Juli 2014.
- Jan Volker Röhnert: Krisenherde auf Kuchenblech - Prosa von Klaus Johannes Thies. FAZ, 26. Mai 2015, abgerufen am 24. Juni 2015.